# Iraki hadjáratért érem
Az iraki hadjáratért érem (Iraq Campaign Medal) az Egyesült Államok hadseregének katonai kitüntetése. Az érmet George W. Bush amerikai elnök alapította 2004. november 29-én, a 13363-as végrehajtóparancs értelmében. Az érmet az Amerikai Egyesült Államok Katonai Címertani Intézménye tervezte, és 2004. november 29-től 2011. december 31-ig adományozták.

## Adományozás
Az érmet 2005 júniusától adományozták. Az érmet a hadsereg olyan tagjai kaphatták meg, akik harminc egymásutáni napot, vagy hatvan nem egymásutáni napot szolgáltak Irakban, vagy az Irakhoz tartozó vizeken és légtérben. Az érmet 2003. március 19-ig visszamenőleg az Új Hajnal Hadművelet végéig (2011. december 31.). Szintén megkaphatják azok is, akik fegyveres konfliktusba keveredtek, vagy megsérültek, a szolgálati időre való tekintet nélkül. Az érmet megkapták posztumusz azok, akik szolgálati idő alatt hunytak el.
2012 áprilisában a Védelmi Minisztérium az érem lezáróparancsát rendelte el. A parancs 2011. december 31-ig volt életben, az Új Hajnal Hadművelet végéig. A hadsereg olyan tagjai, akik 2011 után Irak határain belül teljesítettek szolgáltot, már nem voltak jogosultak az éremre.

## Hadjáratok
A következő hadjáratfolyamatokban való részvétellel lehetett szert tenni az éremre:
| Első alkalom: Irak felszabadítása - 2003. március 19-től május elsejéig        |
| Második alkalom: Irak átmenete - 2003. május 2-ától 2004. június 28-ig         |
| Harmadik alkalom: Iraki kormányzás - 2004. június 29-től 2005. december 15-ig  |
| Negyedik alkalom: Nemzeti döntés - 2005. december 16-ától 2006. január 9-ig    |
| Ötödik alkalom: Iraki hullám - 2006. január 10-től 2008. december 31-ig.       |
| Hatodik alkalom: Iraki függetlenség - 2009. január 1-től 2010. augusztus 31-ig |
| Hetedik alkalom: Új Hajnal - 2010. szeptember 1-től 2011. december 31-ig.      |

A hét közül bármely esetben egy-egy, a szalagsávon hordandó 3/16 hüvelykes (kb. ~0,5 centiméter) bronzcsillag volt adható. Mind az öt folyamatban való részvétel az öt bronzcsillagot felváltó, egy ezüstcsillagot adományoztak az alábbiak szerint:
| Bármelyik a hét közül | Bronze Service Star                                                                   |
| Kettő a hétből        | Bronze Service Star · Bronze Service Star                                             |
| Három a hétből        | Bronze Service Star · Bronze Service Star · Bronze Service Star                       |
| Négy a hétből         | Bronze Service Star · Bronze Service Star · Bronze Service Star · Bronze Service Star |
| Öt a hétből           | Silver Award Star                                                                     |
| Hat a hétből          | Silver Award Star · Bronze Service Star                                               |
| Mind a hétből         | Silver Award Star · Bronze Service Star · Bronze Service Star                         |

## Kinézet
Az érem bronzból készült, 1,25 hüvelyk (32 mm) az átmérője. Az előlapon Irak térképe látható, a Tigris és az Eufrátesz folyók által átszabva, pálmakoszorúval közrefogva. Az előlap tetején a következő szöveg olvasható: „IRAQ CAMPAIGN” (Iraki hadjárat). A hátlapon a Szabadságszobor látható, két lefelé mutató handzsár fogja közre. A hátlap alján a következő áll: „FOR SERVICE IN IRAQ” (Az Irakban teljesített szolgálatért).

## Fordítás
Ez a szócikk részben vagy egészben  az   Iraq Campaign Medal című angol Wikipédia-szócikk ezen változatának fordításán alapul.  Az eredeti cikk szerkesztőit annak laptörténete sorolja fel. Ez a jelzés csupán a megfogalmazás eredetét és a szerzői jogokat jelzi, nem szolgál a cikkben szereplő információk forrásmegjelöléseként.